# Emerita analoga

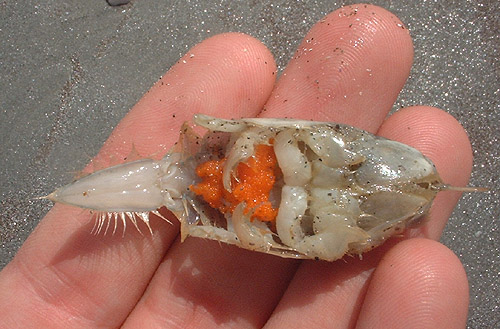
Нижняя сторона самки с икринками

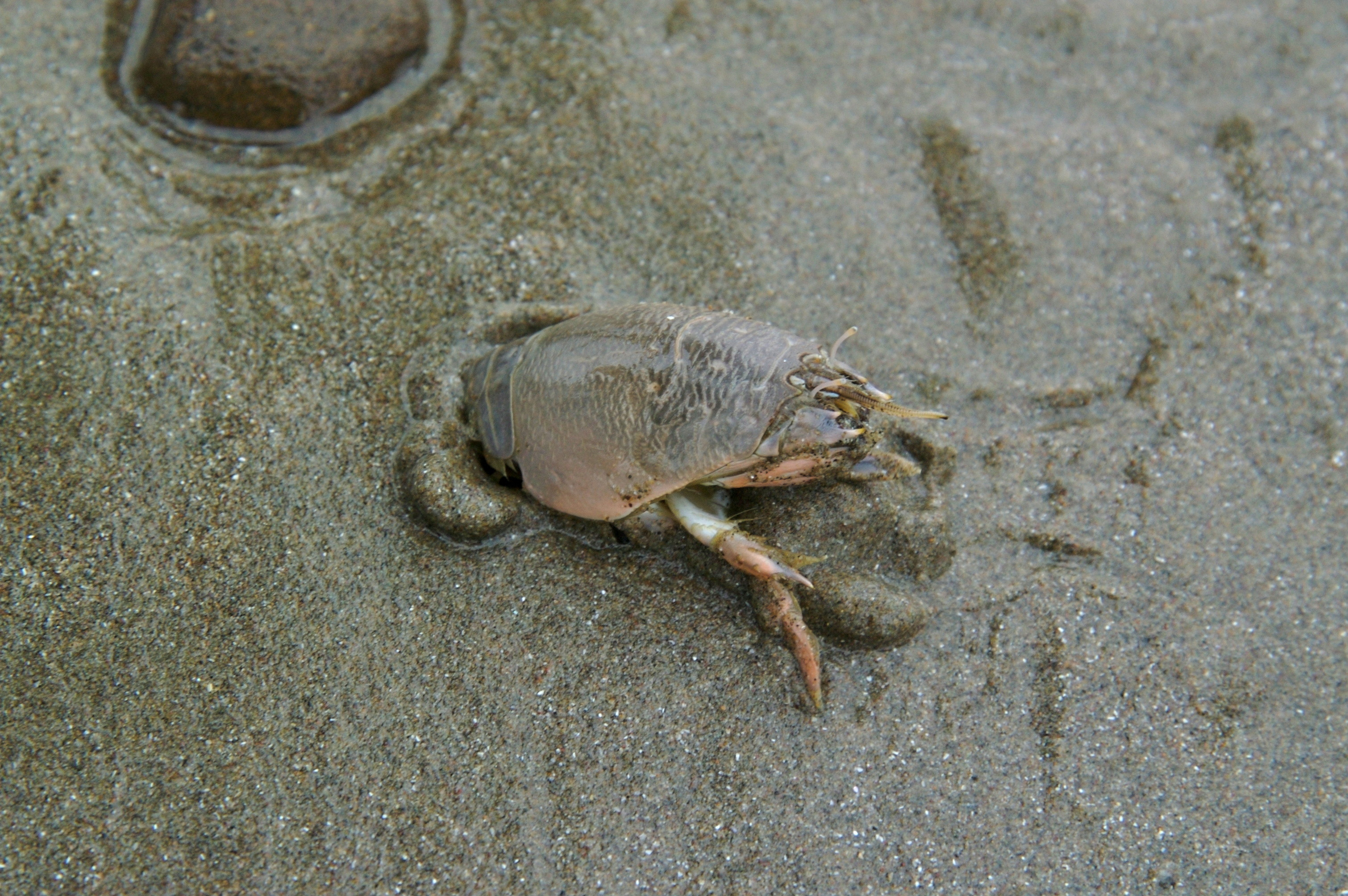
Закапывающийся в песок краб

Emerita analoga (лат.) — вид морских десятиногих ракообразных из рода Emerita (Hippidae) инфраотряда Anomura (надтриба Chlaeniitae, триба Chlaeniini, подтриба Chlaeniina). Тихоокеанское побережье Северной и Южной Америки, где известны как крабы-кроты (англ. «mole crabs») или песчаные крабы («sand crabs»).

## Распространение
Тихоокеанское побережье Северной Америки (от Аляски до Калифорнии) и Южной Америки (от Перу до мыса Горн, Чили).

## Описание
Мелкого размера ракообразные, длина тела до 35 мм, ширина — до 25 мм. Самки почти вдвое крупнее самцов. Имеют пять пар ног и три пары плеопод, клешни отсутствуют.
Emerita analoga служит пищей таким птицам как бекасовые (веретенники, кроншнепы, перепончатопалый улит), утиные (пестроносый турпан), ржанковые (тулес), а также для морского хищного млекопитающего калана.
E. analoga может рассматриваться в качестве биологического индикатора для мониторинга уровня загрязнения домоевой кислотой («кислота зомби», C15H21NO6), нейротоксином выделяемым диатомовыми водорослями (Pseudo-nitzschia spp.), которые в некоторых случаях вызывают токсичное цветение воды у берегов Калифорнии.